# リエージュ万国博覧会 (1905年)

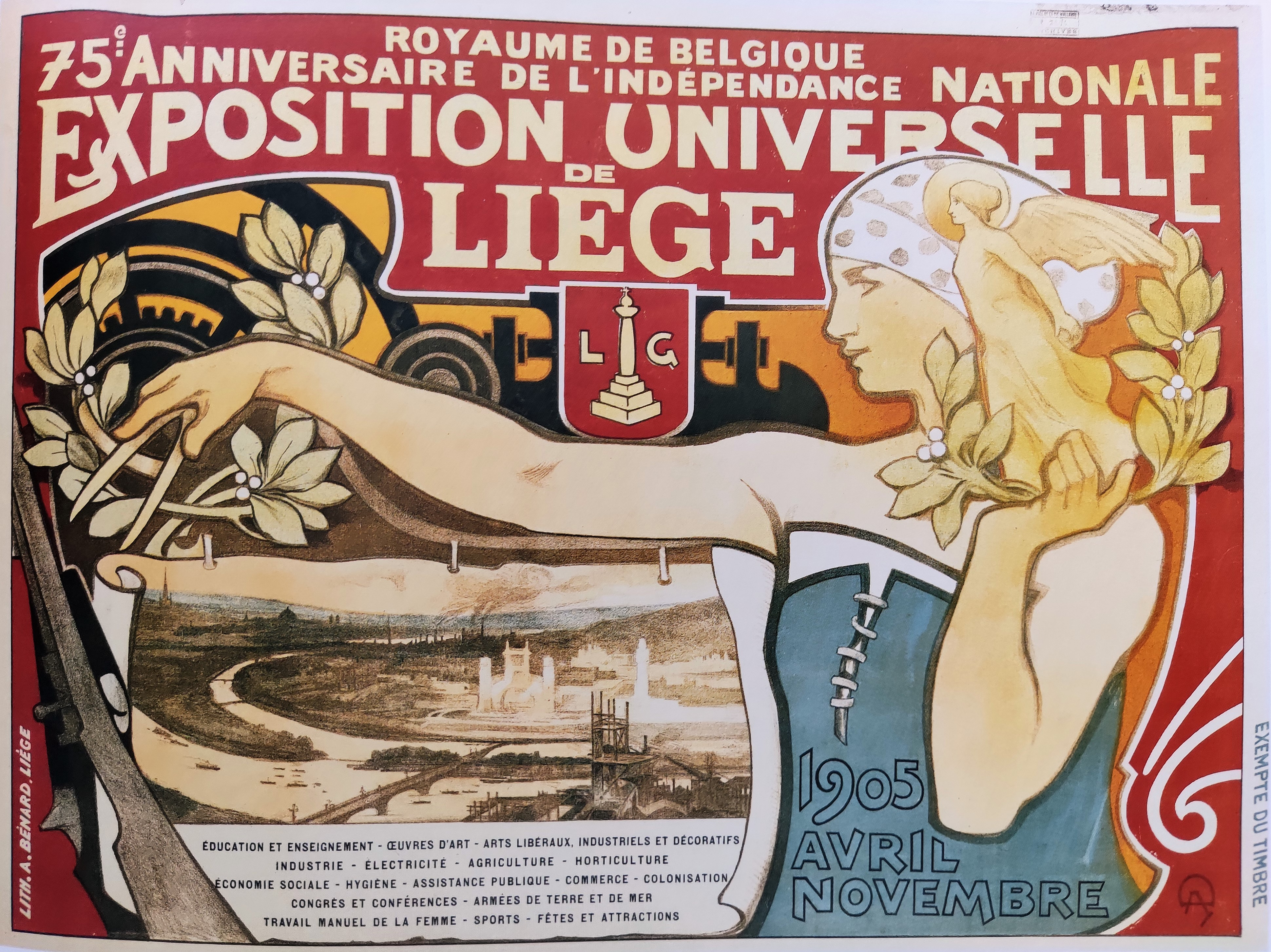
万博のポスター

リエージュ万国博覧会（リエージュばんこくはくらんかい, Exposition Universelle et Internationale de Liège 1905, Expo 1905）は、1905年4月27日から11月6日までベルギーのリエージュで開催された国際博覧会である。ベルギー独立75周年を記念して催された。31ヶ国が参加し、会期中700万人が来場した。